# Liste des églises de la Creuse
La liste des églises de la Creuse recense de manière exhaustive les églises situées dans le département français de la Creuse. Il est fait état des diverses protections dont elles peuvent bénéficier, et notamment les inscriptions et classements au titre des monuments historiques.
En ce qui concerne le culte catholique, toutes les églises sont situées dans le diocèse de Limoges.

## Statistiques

### Nombres
Le département de la Creuse comprend 256 communes au 1er janvier 2024.
Depuis 2018, le diocèse de Limoges compte 30 paroisses.

## Classement
Le classement ci-après se fait par commune selon l'ordre alphabétique.
Il est fait état des diverses protections dont elles peuvent bénéficier, et notamment les inscriptions et classements au titre des monuments historiques.

## Liste

### Église catholique
| Église                                                                       | Commune                       | Adresse | Coordonnées                      | Notice         | Protection | Date        | Illustration                                                            |
| ---------------------------------------------------------------------------- | ----------------------------- | ------- | -------------------------------- | -------------- | --- | ----------- | ----------------------------------------------------------------------- |
| Église Saint-Sylvain d'Ahun                                                  | Ahun                          |         | 46° 05′ 14″ nord, 2° 02′ 45″ est | « PA00099982 » | Classé MH | 1992        | Église Saint-Sylvain d'Ahun                                             |
| Église de l'Assomption-de-la-Vierge d'Ajain                                  | Ajain                         |         | 46° 12′ 32″ nord, 1° 59′ 56″ est | « PA00099985 » | Classé MH | 1930        | Église de l'Assomption-de-la-Vierge d'Ajain                             |
| Église Saint-Pierre d'Alleyrat (Creuse)                                      | Alleyrat                      |         | 45° 59′ 23″ nord, 2° 08′ 49″ est | « PA00099986 » | Inscrit MH | 1963        | Église Saint-Pierre d'Alleyrat (Creuse)                                 |
| Église Saint-Pierre-et-Saint-Paul d'Anzême                                   | Anzême                        |         | 46° 16′ 04″ nord, 1° 51′ 51″ est | « PA00099987 » | Classé MH | 1982        | Église Saint-Pierre-et-Saint-Paul d'Anzême                              |
| Église Saint-Martial d'Arfeuille                                             | Arfeuille-Châtain             |         | 46° 03′ 06″ nord, 2° 24′ 48″ est |                | |             | Église Saint-Martial d'Arfeuille                                        |
| Église Saint-Christophe d'Arfeuille-Châtain                                  | Arfeuille-Châtain             |         | 46° 03′ 55″ nord, 2° 26′ 14″ est |                | |             | Église Saint-Christophe d'Arfeuille-Châtain                             |
| Église Saint-Eutrope d'Arrènes                                               | Arrènes                       |         | 46° 04′ 15″ nord, 1° 34′ 12″ est | « PA00099988 » | Inscrit MH | 1963        | Église Saint-Eutrope d'Arrènes                                          |
| Église Saint-Barthélemy d'Ars                                                | Ars                           |         | 46° 00′ 16″ nord, 2° 04′ 41″ est | « PA00099989 » | Classé MH | 1983        | Église Saint-Barthélemy d'Ars                                           |
| Église Saint-Jean-de-la-Cour                                                 | Aubusson                      |         | 45° 57′ 05″ nord, 2° 10′ 14″ est | « PA23000009 » | Inscrit MH | 2003        | Église Saint-Jean-de-la-Cour                                            |
| Église de l'Invention-de-la-Sainte-Croix d'Aubusson                          | Aubusson                      |         | 45° 57′ 05″ nord, 2° 10′ 15″ est |                | |             | Église de l'Invention-de-la-Sainte-Croix d'Aubusson                     |
| Église Saint-Symphorien d'Auge                                               | Auge                          |         | 46° 14′ 32″ nord, 2° 19′ 25″ est | « PA00099999 » | Inscrit MH | 1988        | Église Saint-Symphorien d'Auge                                          |
| Église Saint-Martial d'Augères                                               | Augères                       |         | 46° 05′ 18″ nord, 1° 43′ 48″ est |                | |             | Image manquante Téléverser                                              |
| Église de la Décollation-de-Saint-Jean-Baptiste d'Aulon                      | Aulon                         |         | 46° 04′ 55″ nord, 1° 41′ 28″ est |                | |             | Image manquante Téléverser                                              |
| Église Saint-Pierre-ès-Liens d'Auriat                                        | Auriat                        |         | 45° 52′ 26″ nord, 1° 38′ 41″ est |                | |             | Église Saint-Pierre-ès-Liens d'Auriat                                   |
| Église Saint-Jacques-le-Majeur d'Auzances                                    | Auzances                      |         | 46° 01′ 29″ nord, 2° 30′ 03″ est |                | |             | Église Saint-Jacques-le-Majeur d'Auzances                               |
| Église Saint-Julien d'Azat-Châtenet                                          | Azat-Châtenet                 |         | 46° 04′ 31″ nord, 1° 45′ 28″ est |                | |             | Image manquante Téléverser                                              |
| Église Saint-Georges d'Azerables                                             | Azerables                     |         | 46° 21′ 13″ nord, 1° 28′ 36″ est | « PA00100002 » | Classé MH | 1941        | Église Saint-Georges d'Azerables                                        |
| Église Saint-Sulpice de Banize                                               | Banize                        |         | 45° 55′ 49″ nord, 1° 59′ 55″ est | « PA00100003 » | Classé MH | 2007        | Église Saint-Sulpice de Banize                                          |
| Église Saint-Allyre-Sainte-Anne de Basville                                  | Basville                      |         | 45° 52′ 19″ nord, 2° 23′ 54″ est | « PA00100004 » | Inscrit MH Façade et clocher | 1926        | Église Saint-Allyre-Sainte-Anne de Basville                             |
| Église Saint-Alvard de Basville                                              | Basville                      |         | à géolocaliser                   |                | |             | Image manquante Téléverser                                              |
| Église Saint-Pierre-et-Saint-Paul de Bazelat                                 | Bazelat                       |         | 46° 21′ 08″ nord, 1° 32′ 22″ est | « PA00100005 » | Inscrit MH | 1963        | Église Saint-Pierre-et-Saint-Paul de Bazelat                            |
| Église Saint-Pierre-et-Saint-Paul de Beissat                                 | Beissat                       |         | 45° 46′ 22″ nord, 2° 16′ 40″ est | « IA00030627 » | |             | Église Saint-Pierre-et-Saint-Paul de Beissat                            |
| Église de l'Assomption-de-la-Très-Sainte-Vierge de Bellegarde-en-Marche      | Bellegarde-en-Marche          |         | 45° 58′ 53″ nord, 2° 17′ 39″ est |                | |             | Église de l'Assomption-de-la-Très-Sainte-Vierge de Bellegarde-en-Marche |
| Église Saint-Barthélémy de Bénévent-l'Abbaye                                 | Bénévent-l'Abbaye             |         | 46° 07′ 10″ nord, 1° 37′ 46″ est | « PA00100007 » | Classé MH | 1862        | Église Saint-Barthélémy de Bénévent-l'Abbaye                            |
| Église Saint-Pierre-ès-Liens de Bétête                                       | Bétête                        |         | 46° 21′ 33″ nord, 2° 04′ 36″ est |                | |             | Image manquante Téléverser                                              |
| Église de l'abbaye de Prébenoît de Bétête                                    | Bétête                        |         | 46° 21′ 29″ nord, 2° 02′ 27″ est |                | |             | Image manquante Téléverser                                              |
| Église Saint-Jean-Baptiste de Blaudeix                                       | Blaudeix                      |         | 46° 13′ 48″ nord, 2° 05′ 03″ est | « PA00100010 » | Inscrit MH | 1934        | Église Saint-Jean-Baptiste de Blaudeix                                  |
| Église Saint-Martial de Blessac                                              | Blessac                       |         | 45° 57′ 28″ nord, 2° 07′ 36″ est |                | |             | Image manquante Téléverser                                              |
| Église Saint-Thomas-de-Cantorbéry de la Borne                                | Blessac                       |         | 45° 57′ 53″ nord, 2° 05′ 03″ est |                | |             | Église Saint-Thomas-de-Cantorbéry de la Borne                           |
| Église Saint-Sylvain de Bonnat                                               | Bonnat                        |         | 46° 19′ 38″ nord, 1° 54′ 09″ est | « PA00100012 » | Classé MH | 1924        | Église Saint-Sylvain de Bonnat                                          |
| Église Saint-Sulpice de Bord-Saint-Georges                                   | Bord-Saint-Georges            |         | 46° 15′ 38″ nord, 2° 17′ 52″ est |                | |             | Image manquante Téléverser                                              |
| Église de la Décollation-de-Saint-Jean-Baptiste de Bosmoreau-les-Mines       | Bosmoreau-les-Mines           |         | 45° 59′ 53″ nord, 1° 45′ 16″ est |                | |             | Image manquante Téléverser                                              |
| Église Saint-Laurent de Bosroger                                             | Bosroger                      |         | 45° 59′ 40″ nord, 2° 14′ 58″ est |                | |             | Église Saint-Laurent de Bosroger                                        |
| Église Saint-Jean-Baptiste de Bourganeuf                                     | Bourganeuf                    |         | 45° 57′ 13″ nord, 1° 45′ 22″ est | « PA00100015 » | Classé MH | 1913        | Église Saint-Jean-Baptiste de Bourganeuf                                |
| Église Sainte-Anne de Boussac                                                | Boussac                       |         | 46° 20′ 56″ nord, 2° 12′ 46″ est |                | |             | Église Sainte-Anne de Boussac                                           |
| Église Saint-Martin de Boussac-Bourg                                         | Boussac-Bourg                 |         | 46° 21′ 41″ nord, 2° 14′ 08″ est | « PA00100021 » | Classé MH | 1930        | Église Saint-Martin de Boussac-Bourg                                    |
| Église Saint-Pierre de Brousse                                               | Brousse                       |         | 45° 58′ 19″ nord, 2° 27′ 23″ est |                | |             | Image manquante Téléverser                                              |
| Église Saint-Martial du Châtelet                                             | Budelière                     |         | 46° 11′ 44″ nord, 2° 28′ 06″ est | « PA00100023 » | Classé MH | 1996        | Image manquante Téléverser                                              |
| Église Saint-Gaudens de Budelière                                            | Budelière                     |         | 46° 13′ 13″ nord, 2° 28′ 06″ est |                | |             | Image manquante Téléverser                                              |
| Église Saint-Symphorien de Bussière-Dunoise                                  | Bussière-Dunoise              |         | 46° 15′ 30″ nord, 1° 45′ 47″ est | « PA00100025 » | Inscrit MH Église, à l'exception des parties modernes                                                                                                | 1969        | Église Saint-Symphorien de Bussière-Dunoise                             |
| Église Sainte-Marie-Madeleine de Bussière-Nouvelle                           | Bussière-Nouvelle             |         | 46° 01′ 09″ nord, 2° 25′ 38″ est |                | |             | Église Sainte-Marie-Madeleine de Bussière-Nouvelle                      |
| Église Saint-Georges de Bussière-Saint-Georges                               | Bussière-Saint-Georges        |         | 46° 24′ 08″ nord, 2° 08′ 00″ est |                | |             | Image manquante Téléverser                                              |
| Église Saint-Blaise de Ceyroux                                               | Ceyroux                       |         | 46° 04′ 14″ nord, 1° 39′ 58″ est |                | |             | Image manquante Téléverser                                              |
| Église Saint-Blaise de Chamberaud                                            | Chamberaud                    |         | 46° 03′ 00″ nord, 2° 02′ 43″ est | « PA00100028 » | Classé MH | 1991        | Église Saint-Blaise de Chamberaud                                       |
| Église de l’Invention-de-la-Sainte-Croix de Chambon-Sainte-Croix             | Chambon-Sainte-Croix          |         | 46° 21′ 22″ nord, 1° 46′ 24″ est |                | |             | Image manquante Téléverser                                              |
| Abbatiale Sainte-Valérie de Chambon-sur-Voueize                              | Chambon-sur-Voueize           |         | 46° 21′ 22″ nord, 1° 46′ 24″ est | « PA00100029 » | Classé MH | 1840        | Abbatiale Sainte-Valérie de Chambon-sur-Voueize                         |
| Église Saint-Martin-de-Tours de Chambonchard                                 | Chambonchard                  |         | 46° 10′ 35″ nord, 2° 33′ 06″ est | « PA00100033 » | Inscrit MH Église, sauf partie classée ; Classé MH Peintures murales                                                                                 | 1989 ; 1990 | Église Saint-Martin-de-Tours de Chambonchard                            |
| Église Saint-Martial de Chamborand                                           | Chamborand                    |         | 46° 09′ 19″ nord, 1° 34′ 20″ est |                | |             | Image manquante Téléverser                                              |
| Église Saint-Martial de Champagnat                                           | Champagnat                    |         | 46° 01′ 04″ nord, 2° 17′ 00″ est |                | |             | Église Saint-Martial de Champagnat                                      |
| Église Saint-Martin-de-Tours Saint-Blaise de Champsanglard                   | Champsanglard                 |         | 46° 16′ 25″ nord, 1° 52′ 50″ est | « PA00100231 » | Inscrit MH | 1992        | Image manquante Téléverser                                              |
| Église Saint-Pardoux de Chard                                                | Chard                         |         | 45° 56′ 38″ nord, 2° 28′ 38″ est |                | |             | Église Saint-Pardoux de Chard                                           |
| Église Saint-Martin de Charron                                               | Charron                       |         | 46° 03′ 39″ nord, 2° 33′ 44″ est |                | |             | Église Saint-Martin de Charron                                          |
| Église Saint-Blaise de Châtelard                                             | Châtelard                     |         | 45° 57′ 43″ nord, 2° 27′ 48″ est |                | |             | Image manquante Téléverser                                              |
| Église Saint-Pierre-ès-Liens de Châtelus-Malvaleix                           | Châtelus-Malvaleix            |         | 46° 18′ 23″ nord, 2° 01′ 27″ est | « PA00100043 » | Inscrit MH | 1969        | Église Saint-Pierre-ès-Liens de Châtelus-Malvaleix                      |
| Église de l'Assomption-de-la-Vierge de Châtelus-le-Marcheix                  | Châtelus-le-Marcheix          |         | 45° 59′ 58″ nord, 1° 36′ 44″ est | « PA00100042 » | Inscrit MH | 1988        | Église de l'Assomption-de-la-Vierge de Châtelus-le-Marcheix             |
| Église Saint-Jean-Baptiste de Chavanat                                       | Chavanat                      |         | 45° 57′ 10″ nord, 1° 57′ 49″ est |                | |             | Église Saint-Jean-Baptiste de Chavanat                                  |
| Église Saint-Barthélémy de Chénérailles                                      | Chénérailles                  |         | 46° 06′ 50″ nord, 2° 10′ 29″ est | « PA00100044 » | Inscrit MH | 1960        | Église Saint-Barthélémy de Chénérailles                                 |
| Église de l'Assomption-de-la-Très-Sainte-Vierge de Chéniers                  | Chéniers                      |         | 46° 21′ 09″ nord, 1° 49′ 35″ est | « PA00100045 » | Classé MH | 1930        | Église de l'Assomption-de-la-Très-Sainte-Vierge de Chéniers             |
| Église Saint-Roch-et-de-l'Assomption-de-Notre-Dame de Clairavaux             | Clairavaux                    |         | 45° 46′ 58″ nord, 2° 10′ 01″ est | « PA00100047 » | Classé MH | 1957        | Église Saint-Roch-et-de-l'Assomption-de-Notre-Dame de Clairavaux        |
| Église Sainte-Anne-et-Saint-Louis de Boucheresse                             | Clairavaux                    |         | 45° 48′ 02″ nord, 2° 11′ 24″ est | « IA00030641 » | |             | Image manquante Téléverser                                              |
| Église Saint-Martial de Clugnat                                              | Clugnat                       |         | 46° 18′ 28″ nord, 2° 07′ 07″ est | « PA00100048 » | Inscrit MH | 1969        | Église Saint-Martial de Clugnat                                         |
| Église Saint-Rémi de Colondannes                                             | Colondannes                   |         | 46° 17′ 20″ nord, 1° 36′ 44″ est |                | |             | Église Saint-Rémi de Colondannes                                        |
| Église Sainte-Marguerite de Cressat                                          | Cressat                       |         | 46° 08′ 22″ nord, 2° 06′ 32″ est |                | |             | Église Sainte-Marguerite de Cressat                                     |
| Église Saint-Éloi de Crocq                                                   | Crocq                         |         | 45° 52′ 10″ nord, 2° 22′ 06″ est | « IA00030933 » | |             | Église Saint-Éloi de Crocq                                              |
| Église Saint-Jean du Montel-Guillaume                                        | Crocq                         |         | 45° 50′ 00″ nord, 2° 21′ 57″ est | « IA00030953 » | |             | Image manquante Téléverser                                              |
| Ancienne Église Saint-Éloi de Crocq                                          | Crocq                         |         | 45° 52′ 09″ nord, 2° 22′ 05″ est | « IA00030932 » | |             | Image manquante Téléverser                                              |
| Église Saint-Étienne de Crozant                                              | Crozant                       |         | 46° 23′ 33″ nord, 1° 37′ 17″ est | « PA00100051 » | Classé MH | 1933        | Église Saint-Étienne de Crozant                                         |
| Église Saint-Martial-et-Saint-Blaise de Croze                                | Croze                         |         | 45° 49′ 12″ nord, 2° 10′ 10″ est | « PA00100054 » | Inscrit MH | 1964        | Église Saint-Martial-et-Saint-Blaise de Croze                           |
| Église Saint-Martial-et-Saint-Denis de Domeyrot                              | Domeyrot                      |         | 46° 14′ 57″ nord, 2° 09′ 23″ est |                | |             | Image manquante Téléverser                                              |
| Église Saint-Julien de Dontreix                                              | Dontreix                      |         | 45° 59′ 16″ nord, 2° 33′ 36″ est |                | |             | Église Saint-Julien de Dontreix                                         |
| Église de l'Assomption-de-la-Très-Sainte-Vierge de Dun-le-Palestel           | Dun-le-Palestel               |         | 46° 18′ 22″ nord, 1° 40′ 06″ est | « PA00100057 » | Classé MH Le portail | 1911        | Église de l'Assomption-de-la-Très-Sainte-Vierge de Dun-le-Palestel      |
| Abbatiale Saint-Pierre-Saint-Paul d'Évaux-les-Bains                          | Évaux-les-Bains               |         | 46° 10′ 35″ nord, 2° 29′ 11″ est | « PA00100059 » | Classé MH | 1841        | Abbatiale Saint-Pierre-Saint-Paul d'Évaux-les-Bains                     |
| Église Saint-Pierre-et-Saint-Paul de Faux-Mazuras                            | Faux-Mazuras                  |         | 45° 56′ 47″ nord, 1° 46′ 38″ est |                | |             | Image manquante Téléverser                                              |
| Église Saint-Étienne de Faux-la-Montagne                                     | Faux-la-Montagne              |         | 45° 45′ 01″ nord, 1° 56′ 02″ est | « PA00100062 » | Inscrit MH | 1963        | Église Saint-Étienne de Faux-la-Montagne                                |
| Église Notre-Dame-du-Château de Felletin                                     | Felletin                      |         | 45° 53′ 05″ nord, 2° 10′ 21″ est | « PA00100064 » | Classé MH | 1930        | Église Notre-Dame-du-Château de Felletin                                |
| Église Sainte-Valérie de Felletin                                            | Felletin                      |         | 45° 52′ 58″ nord, 2° 10′ 27″ est | « PA00100067 » | Classé MH | 1910        | Église Sainte-Valérie de Felletin                                       |
| Église Saint-Blaise de Felletin                                              | Felletin                      |         | 45° 53′ 06″ nord, 2° 10′ 51″ est | « IA23000302 » | |             | Image manquante Téléverser                                              |
| Église Saint-Clair de Féniers                                                | Féniers                       |         | 45° 44′ 58″ nord, 2° 07′ 34″ est | « IA00030774 » | |             | Église Saint-Clair de Féniers                                           |
| Église Saint-Martin de Flayat                                                | Flayat                        |         | 45° 46′ 36″ nord, 2° 23′ 01″ est | « IA00030959 » | |             | Église Saint-Martin de Flayat                                           |
| Église Saint-Michel-Archange de Fleurat                                      | Fleurat                       |         | 46° 14′ 25″ nord, 1° 40′ 43″ est |                | |             | Église Saint-Michel-Archange de Fleurat                                 |
| Église Notre-Dame-de-la-Route de Fontanières                                 | Fontanières                   |         | 46° 06′ 37″ nord, 2° 30′ 02″ est |                | |             | Église Notre-Dame-de-la-Route de Fontanières                            |
| Église Saint-Denis de Fransèches                                             | Fransèches                    |         | 46° 01′ 05″ nord, 2° 02′ 59″ est | « PA00100074 » | Inscrit MH | 1969        | Église Saint-Denis de Fransèches                                        |
| Église Saint-Julien de Fresselines                                           | Fresselines                   |         | 46° 22′ 59″ nord, 1° 40′ 53″ est |                | |             | Église Saint-Julien de Fresselines                                      |
| Église Saint-Jean de Saint-Étienne-de-Fursac                                 | Fursac                        |         | 46° 07′ 08″ nord, 1° 30′ 32″ est | « PA00100153 » | Classé MH | 1938        | Église Saint-Jean de Saint-Étienne-de-Fursac                            |
| Église Saint-Pierre de Saint-Pierre-de-Fursac                                | Fursac                        |         | 46° 08′ 52″ nord, 1° 30′ 43″ est | « PA00100187 » | Classé MH | 1939        | Église Saint-Pierre de Saint-Pierre-de-Fursac                           |
| Église de l’Ordination-de-Saint-Martin de Gartempe                           | Gartempe                      |         | 46° 08′ 57″ nord, 1° 44′ 18″ est |                | |             | Image manquante Téléverser                                              |
| Église Saint-Pierre-ès-Liens de Genouillac                                   | Genouillac                    |         | 46° 21′ 10″ nord, 1° 59′ 34″ est |                | |             | Église Saint-Pierre-ès-Liens de Genouillac                              |
| Église Sainte-Madeleine de Pallier                                           | Gentioux-Pigerolles           |         | 45° 47′ 17″ nord, 2° 01′ 50″ est | « PA00100078 » | Inscrit MH | 1974        | Église Sainte-Madeleine de Pallier                                      |
| Église de l'Invention-des-Reliques-de-Saint-Étienne de Pigerolles            | Gentioux-Pigerolles           |         | 45° 46′ 45″ nord, 2° 04′ 01″ est | « PA00100079 » | Inscrit MH | 1969        | Église de l'Invention-des-Reliques-de-Saint-Étienne de Pigerolles       |
| Église Saint-Martial de Gentioux-Pigerolles                                  | Gentioux-Pigerolles           |         | 45° 47′ 05″ nord, 1° 59′ 37″ est | « PA00100077 » | Inscrit MH | 1926        | Église Saint-Martial de Gentioux-Pigerolles                             |
| Église Saint-Pierre-et-Saint-Paul de Gioux                                   | Gioux                         |         | 45° 48′ 42″ nord, 2° 07′ 21″ est | « PA00100081 » | Inscrit MH | 1981        | Église Saint-Pierre-et-Saint-Paul de Gioux                              |
| Église de la Nativité-de-la-Vierge de Glénic                                 | Glénic                        |         | 46° 13′ 26″ nord, 1° 55′ 18″ est | « PA00100082 » | Classé MH | 1989        | Église de la Nativité-de-la-Vierge de Glénic                            |
| Église Saint-Martin de Gouzon                                                | Gouzon                        |         | 46° 11′ 32″ nord, 2° 14′ 23″ est | « PA00100083 » | Inscrit MH | 1933        | Église Saint-Martin de Gouzon                                           |
| Église Saint-Nicolas des Forges                                              | Gouzon                        |         | 46° 10′ 30″ nord, 2° 12′ 09″ est | « PA00100084 » | Classé MH Le chœur (abside et travée droite) y compris les peintures murales qu'il renferme ; Inscrit MH Façades et toitures de la nef et du clocher | 1969 ; 1973 | Église Saint-Nicolas des Forges                                         |
| Église Saint-Pierre-ès-Liens de Gouzougnat                                   | Gouzon                        |         | 46° 09′ 48″ nord, 2° 11′ 05″ est |                | |             | Église Saint-Pierre-ès-Liens de Gouzougnat                              |
| Église Saint-Pierre-et-Saint-Paul de Guéret                                  | Guéret                        |         | 46° 10′ 16″ nord, 1° 52′ 04″ est |                | |             | Église Saint-Pierre-et-Saint-Paul de Guéret                             |
| Église Saint-Étienne d'Issoudun-Létrieix                                     | Issoudun-Létrieix             |         | 46° 03′ 38″ nord, 2° 08′ 34″ est |                | |             | Église Saint-Étienne d'Issoudun-Létrieix                                |
| Église Saint-Léger de Jalesches                                              | Jalesches                     |         | 46° 18′ 07″ nord, 2° 05′ 42″ est |                | |             | Image manquante Téléverser                                              |
| Église Saint-Saturnin de Janaillat                                           | Janaillat                     |         | 46° 03′ 22″ nord, 1° 44′ 41″ est |                | |             | Image manquante Téléverser                                              |
| Église Saint-Michel de Jarnages                                              | Jarnages                      |         | 46° 10′ 52″ nord, 2° 05′ 09″ est | « PA00100089 » | Classé MH | 1930        | Église Saint-Michel de Jarnages                                         |
| Église Saint-Martial de Jouillat                                             | Jouillat                      |         | 46° 15′ 24″ nord, 1° 56′ 11″ est | « PA00100092 » | Inscrit MH | 1932        | Église Saint-Martial de Jouillat                                        |
| Église Saint-Pierre-et-Saint-Paul de La Brionne                              | La Brionne                    |         | 46° 10′ 07″ nord, 1° 47′ 14″ est |                | |             | Image manquante Téléverser                                              |
| Église Saint-Pierre-ès-Liens de La Celle-Dunoise                             | La Celle-Dunoise              |         | 46° 18′ 31″ nord, 1° 46′ 11″ est | « PA00100026 » | Classé MH Porte et abside ; Inscrit MH Église (à l'exception des parties classées)                                                                   | 1921 ; 1988 | Église Saint-Pierre-ès-Liens de La Celle-Dunoise                        |
| Église Saint-Pierre-et-Saint-Paul de La Celle-sous-Gouzon                    | La Celle-sous-Gouzon          |         | 46° 12′ 51″ nord, 2° 12′ 37″ est |                | |             | Église Saint-Pierre-et-Saint-Paul de La Celle-sous-Gouzon               |
| Église Saint-Avit-Ier de La Cellette                                         | La Cellette                   |         | 46° 24′ 14″ nord, 2° 00′ 54″ est | « PA00100027 » | Inscrit MH | 1935        | Église Saint-Avit-Ier de La Cellette                                    |
| Église Notre-Dame-de-Lorette de La Chapelle-Baloue                           | La Chapelle-Baloue            |         | 46° 21′ 33″ nord, 1° 34′ 36″ est | « PA00100038 » | Inscrit MH | 1963        | Église Notre-Dame-de-Lorette de La Chapelle-Baloue                      |
| Église Saint-Martial de La Chapelle-Saint-Martial                            | La Chapelle-Saint-Martial     |         | 46° 01′ 34″ nord, 1° 55′ 33″ est |                | |             | Image manquante Téléverser                                              |
| Église Saint-Sébastien-et-Saint-Roch de La Chapelle-Taillefert               | La Chapelle-Taillefert        |         | 46° 06′ 05″ nord, 1° 50′ 25″ est |                | |             | Image manquante Téléverser                                              |
| Église Saint-Pierre-et-Saint-Paul de La Chaussade                            | La Chaussade                  |         | 45° 59′ 21″ nord, 2° 14′ 08″ est |                | |             | Église Saint-Pierre-et-Saint-Paul de La Chaussade                       |
| Église de l'Assomption-de-la-Très-Sainte-Vierge de La Courtine               | La Courtine                   |         | 45° 42′ 06″ nord, 2° 15′ 45″ est | « IA00030648 » | |             | Église de l'Assomption-de-la-Très-Sainte-Vierge de La Courtine          |
| Église Saint-Gilles de La Courtine                                           | La Courtine                   |         | 45° 44′ 20″ nord, 2° 13′ 23″ est | « IA00030661 » | |             | Image manquante Téléverser                                              |
| Église Saint-Denis de La Courtine                                            | La Courtine                   |         | à géolocaliser                   | « IA00030659 » | |             | Image manquante Téléverser                                              |
| Église Sainte-Catherine, Sainte-Elisabeth de La Courtine                     | La Courtine                   |         | à géolocaliser                   | « IA00030657 » | |             | Image manquante Téléverser                                              |
| Église Notre-Dame de La Forêt-du-Temple                                      | La Forêt-du-Temple            |         | 46° 25′ 03″ nord, 1° 53′ 56″ est |                | |             | Église Notre-Dame de La Forêt-du-Temple                                 |
| Église Saint-Jean-Baptiste de La Mazière-aux-Bons-Hommes                     | La Mazière-aux-Bons-Hommes    |         | 45° 53′ 04″ nord, 2° 26′ 20″ est | « IA00030985 » | |             | Église Saint-Jean-Baptiste de La Mazière-aux-Bons-Hommes                |
| Église Saint-Pierre-Saint-Paul de La Nouaille                                | La Nouaille                   |         | 45° 50′ 48″ nord, 2° 03′ 55″ est | « PA00100121 » | Classé MH | 1923        | Église Saint-Pierre-Saint-Paul de La Nouaille                           |
| Église Saint-Jacques de La Pouge                                             | La Pouge                      |         | 45° 58′ 54″ nord, 1° 56′ 42″ est |                | |             | Église Saint-Jacques de La Pouge                                        |
| Église de la Nativité-de-la-Très-Sainte-Vierge de La Saunière                | La Saunière                   |         | 46° 07′ 51″ nord, 1° 56′ 15″ est | « PA00100200 » | Classé MH | 1939        | Église de la Nativité-de-la-Très-Sainte-Vierge de La Saunière           |
| Église Saint-Pardoux de La Serre-Bussière-Vieille                            | La Serre-Bussière-Vieille     |         | 46° 03′ 27″ nord, 2° 19′ 12″ est |                | |             | Église Saint-Pardoux de La Serre-Bussière-Vieille                       |
| Église Notre-Dame de La Souterraine                                          | La Souterraine                |         | 46° 14′ 15″ nord, 1° 29′ 11″ est | « PA00100206 » | Classé MH | 1840        | Église Notre-Dame de La Souterraine                                     |
| Église Sainte-Madeleine de la Bussière-Madeleine                             | La Souterraine                |         | 46° 15′ 17″ nord, 1° 26′ 14″ est | « IA23000186 » | |             | Image manquante Téléverser                                              |
| Église Saint-Robert de La Villedieu                                          | La Villedieu                  |         | 45° 44′ 00″ nord, 1° 53′ 17″ est | « PA00100220 » | Inscrit MH | 1963        | Église Saint-Robert de La Villedieu                                     |
| Église Sainte-Radegonde de La Villeneuve                                     | La Villeneuve                 |         | 45° 53′ 55″ nord, 2° 24′ 29″ est | « IA00031097 » | |             | Église Sainte-Radegonde de La Villeneuve                                |
| Église Saint-Laurent de La Villetelle                                        | La Villetelle                 |         | 45° 55′ 07″ nord, 2° 20′ 30″ est | « IA00031107 » | |             | Église Saint-Laurent de La Villetelle                                   |
| Église Saint-Sulpice de Ladapeyre                                            | Ladapeyre                     |         | 46° 14′ 56″ nord, 2° 03′ 01″ est | « PA00100095 » | Inscrit MH | 1933        | Église Saint-Sulpice de Ladapeyre                                       |
| Église Saint-Sulpice de Lafat                                                | Lafat                         |         | 46° 20′ 07″ nord, 1° 36′ 51″ est |                | |             | Image manquante Téléverser                                              |
| Église Saint-Joseph de Lavaveix-les-Mines                                    | Lavaveix-les-Mines            |         | 46° 04′ 20″ nord, 2° 05′ 21″ est |                | |             | Image manquante Téléverser                                              |
| Église Saint-Julien du Bourg-d'Hem                                           | Le Bourg-d'Hem                |         | 46° 17′ 48″ nord, 1° 49′ 37″ est |                | |             | Église Saint-Julien du Bourg-d'Hem                                      |
| Église Saint-Julien du Chauchet                                              | Le Chauchet                   |         | 46° 06′ 28″ nord, 2° 20′ 01″ est |                | |             | Église Saint-Julien du Chauchet                                         |
| Église Saint-Martin du Compas                                                | Le Compas                     |         | 45° 59′ 48″ nord, 2° 27′ 48″ est |                | |             | Église Saint-Martin du Compas                                           |
| Église de Theil                                                              | Le Compas                     |         | à géolocaliser                   |                | |             | Image manquante Téléverser                                              |
| Église Saint-Pierre-ès-Liens du Donzeil                                      | Le Donzeil                    |         | 46° 01′ 43″ nord, 1° 59′ 08″ est |                | |             | Image manquante Téléverser                                              |
| Église de l'Assomption-de-la-Très-Sainte-Vierge du Grand-Bourg               | Le Grand-Bourg                |         | 46° 09′ 36″ nord, 1° 38′ 44″ est | « PA00100085 » | Classé MH | 1929        | Église de l'Assomption-de-la-Très-Sainte-Vierge du Grand-Bourg          |
| Église Saint-Pierre-et-Saint-Paul du Mas-d'Artige                            | Le Mas-d'Artige               |         | 45° 43′ 54″ nord, 2° 11′ 39″ est |                | |             | Église Saint-Pierre-et-Saint-Paul du Mas-d'Artige                       |
| Église Saint-Robert-Saint-Laurent de Villefert                               | Le Mas-d'Artige               |         | à géolocaliser                   | « IA00030698 » | |             | Image manquante Téléverser                                              |
| Église Saint-Pierre du Monteil-au-Vicomte                                    | Le Monteil-au-Vicomte         |         | 45° 55′ 47″ nord, 1° 56′ 14″ est | « PA00100112 » | Inscrit MH | 1933        | Église Saint-Pierre du Monteil-au-Vicomte                               |
| Église de la Nativité-de-la-Vierge de Châtain                                | Le Monteil-au-Vicomte         |         | 45° 53′ 21″ nord, 1° 56′ 47″ est |                | |             | Image manquante Téléverser                                              |
| Église Saint-Nicolas de Lépaud                                               | Lépaud                        |         | 46° 14′ 20″ nord, 2° 23′ 13″ est | « PA00100097 » | Inscrit MH Le portail du 13e siècle | 1963        | Église Saint-Nicolas de Lépaud                                          |
| Église Saint-Pierre-et-Saint-Paul de Lépinas                                 | Lépinas                       |         | 46° 04′ 35″ nord, 1° 55′ 38″ est |                | |             | Image manquante Téléverser                                              |
| Église Saint-Médard des Mars                                                 | Les Mars                      |         | 45° 58′ 52″ nord, 2° 28′ 43″ est |                | |             | Église Saint-Médard des Mars                                            |
| Église Saint-Désiré de Leyrat                                                | Leyrat                        |         | 46° 21′ 46″ nord, 2° 17′ 32″ est | « PA00100098 » | Inscrit MH Abside | 1926        | Église Saint-Désiré de Leyrat                                           |
| Église Saint-Martin de Linard                                                | Linard-Malval                 |         | à géolocaliser                   |                | |             | Image manquante Téléverser                                              |
| Église Sainte-Valérie de Malval                                              | Linard-Malval                 |         | à géolocaliser                   | « PA00100107 » | Classé MH | 1912        | Église Sainte-Valérie de Malval                                         |
| Église Saint-Martial de Lioux-les-Monges                                     | Lioux-les-Monges              |         | 45° 57′ 06″ nord, 2° 27′ 22″ est | « PA00100099 » | Inscrit MH | 1969        | Église Saint-Martial de Lioux-les-Monges                                |
| Église Saint-Jean-Baptiste de Lizières                                       | Lizières                      |         | 46° 12′ 40″ nord, 1° 34′ 28″ est |                | |             | Église Saint-Jean-Baptiste de Lizières                                  |
| Église Saint-Pierre-ès-Liens de Lourdoueix-Saint-Pierre                      | Lourdoueix-Saint-Pierre       |         | 46° 24′ 32″ nord, 1° 49′ 20″ est |                | |             | Église Saint-Pierre-ès-Liens de Lourdoueix-Saint-Pierre                 |
| Église Saint-Oradour de Lupersat                                             | Lupersat                      |         | 45° 58′ 54″ nord, 2° 21′ 13″ est | « PA00100100 » | Classé MH | 1974        | Image manquante Téléverser                                              |
| Église Saint-Martin de Lussat                                                | Lussat                        |         | 46° 10′ 57″ nord, 2° 20′ 29″ est |                | |             | Image manquante Téléverser                                              |
| Église de l'Assomption-de-la-Très-Sainte-Vierge de Magnat-l'Étrange          | Magnat-l'Étrange              |         | 45° 47′ 39″ nord, 2° 16′ 45″ est | « PA00100102 » | Classé MH | 1943        | Église de l'Assomption-de-la-Très-Sainte-Vierge de Magnat-l'Étrange     |
| Église de l'Assomption-de-la-Vierge de Mainsat                               | Mainsat                       |         | 46° 03′ 08″ nord, 2° 23′ 15″ est |                | |             | Église de l'Assomption-de-la-Vierge de Mainsat                          |
| Église Saint-Jean de Maison-Feyne                                            | Maison-Feyne                  |         | 46° 20′ 31″ nord, 1° 40′ 14″ est | « PA00100104 » | Classé MH | 1969        | Église Saint-Jean de Maison-Feyne                                       |
| Église Saint-Sébastien de Maisonnisses                                       | Maisonnisses                  |         | 46° 03′ 49″ nord, 1° 53′ 57″ est | « PA00100105 » | Inscrit MH Crypte | 1925        | Église Saint-Sébastien de Maisonnisses                                  |
| Église Saint-Jean-Baptiste de Malleret                                       | Malleret                      |         | 46° 03′ 49″ nord, 1° 53′ 57″ est | « IA00030678 » | |             | Église Saint-Jean-Baptiste de Malleret                                  |
| Église Saint-Martin de Malleret-Boussac                                      | Malleret-Boussac              |         | 46° 20′ 32″ nord, 2° 08′ 35″ est | « PA00100230 » | Inscrit MH ; Inscrit MH | 1992 ; 1997 | Image manquante Téléverser                                              |
| Église Saint-Martial de Mansat-la-Courrière                                  | Mansat-la-Courrière           |         | 45° 57′ 44″ nord, 1° 48′ 27″ est |                | |             | Image manquante Téléverser                                              |
| Église Saint-Pierre-et-Saint-Paul de Marsac                                  | Marsac                        |         | 46° 05′ 53″ nord, 1° 35′ 28″ est |                | |             | Église Saint-Pierre-et-Saint-Paul de Marsac                             |
| Église Saint-Martin de Mautes                                                | Mautes                        |         | 45° 56′ 40″ nord, 2° 23′ 08″ est | « PA00100109 » | Inscrit MH | 1968        | Église Saint-Martin de Mautes                                           |
| Église Saint-Pierre-ès-Liens de Mazeirat                                     | Mazeirat                      |         | 46° 08′ 29″ nord, 1° 58′ 49″ est |                | |             | Église Saint-Pierre-ès-Liens de Mazeirat                                |
| Église Saint-Léon-et-Saint-Gervais de Méasnes                                | Méasnes                       |         | 46° 25′ 02″ nord, 1° 46′ 34″ est |                | |             | Image manquante Téléverser                                              |
| Église Saint-Pierre de Mérinchal                                             | Mérinchal                     |         | 45° 55′ 02″ nord, 2° 29′ 14″ est | « IA00030993 » | |             | Église Saint-Pierre de Mérinchal                                        |
| Église Saint-Pierre-ès-Liens de Montaigut-le-Blanc                           | Montaigut-le-Blanc            |         | 46° 07′ 14″ nord, 1° 44′ 04″ est |                | |             | Image manquante Téléverser                                              |
| Église de la Décollation-de-Saint-Jean-Baptiste de Montboucher               | Montboucher                   |         | 45° 57′ 07″ nord, 1° 40′ 53″ est |                | |             | Image manquante Téléverser                                              |
| Église Sainte-Marie-Madeleine de Mortroux                                    | Mortroux                      |         | 46° 23′ 51″ nord, 1° 54′ 51″ est |                | |             | Image manquante Téléverser                                              |
| Église Saint-Rémi de Mourioux-Vieilleville                                   | Mourioux-Vieilleville         |         | 46° 04′ 36″ nord, 1° 38′ 42″ est | « PA00100113 » | Inscrit MH | 1961        | Église Saint-Rémi de Mourioux-Vieilleville                              |
| Église Notre-Dame-de-la-Merci de Vieilleville                                | Mourioux-Vieilleville         |         | 46° 05′ 33″ nord, 1° 40′ 16″ est |                | |             | Image manquante Téléverser                                              |
| Église de l'Ordination-de-Saint-Martin de Moutier-Malcard                    | Moutier-Malcard               |         | 46° 23′ 36″ nord, 1° 56′ 47″ est |                | |             | Église de l'Ordination-de-Saint-Martin de Moutier-Malcard               |
| Église de la Nativité-de-la-Très-Sainte-Vierge de Moutier-Rozeille           | Moutier-Rozeille              |         | 45° 54′ 59″ nord, 2° 11′ 51″ est | « PA00100118 » | Inscrit MH | 1926        | Église de la Nativité-de-la-Très-Sainte-Vierge de Moutier-Rozeille      |
| Ancienne église Saint-Hilaire de Moutier-Rozeille                            | Moutier-Rozeille              |         | à géolocaliser                   |                | |             | Image manquante Téléverser                                              |
| Église de l'ancienne abbaye bénédictine de Moutier-d'Ahun                    | Moutier-d'Ahun                |         | 46° 05′ 26″ nord, 2° 03′ 18″ est | « PA00100114 » | Classé MH Le portail ; Classé MH Église, à l'exception du portail classé                                                                             | 1899 ; 1924 | Église de l'ancienne abbaye bénédictine de Moutier-d'Ahun               |
| Église Saint-Médard de Naillat                                               | Naillat                       |         | 46° 15′ 54″ nord, 1° 38′ 16″ est |                | |             | Église Saint-Médard de Naillat                                          |
| Église Saint-Martial de Néoux                                                | Néoux                         |         | 45° 54′ 55″ nord, 2° 15′ 36″ est |                | |             | Église Saint-Martial de Néoux                                           |
| Église Saint-Pierre-et-Saint-Paul de Noth                                    | Noth                          |         | 46° 14′ 04″ nord, 1° 35′ 06″ est | « PA00100120 » | Inscrit MH | 1933        | Église Saint-Pierre-et-Saint-Paul de Noth                               |
| Église Saint-Martin de Nouhant                                               | Nouhant                       |         | 46° 17′ 06″ nord, 2° 23′ 26″ est | « PA00100123 » | Inscrit MH | 1935        | Église Saint-Martin de Nouhant                                          |
| Église Saint-Clair de Nouzerines                                             | Nouzerines                    |         | 46° 23′ 19″ nord, 2° 06′ 28″ est | « PA00100124 » | Inscrit MH Transept et chevet | 1963        | Église Saint-Clair de Nouzerines                                        |
| Église Saint-Pierre-ès-Liens de Nouzerolles                                  | Nouzerolles                   |         | 46° 22′ 49″ nord, 1° 44′ 13″ est |                | |             | Image manquante Téléverser                                              |
| Église Notre-Dame de Nouziers                                                | Nouziers                      |         | 46° 25′ 18″ nord, 1° 57′ 27″ est | « PA00100125 » | Classé MH | 1930        | Église Notre-Dame de Nouziers                                           |
| Église Saint-Jean-Baptiste de Rimondeix                                      | Parsac-Rimondeix              |         | 46° 13′ 43″ nord, 2° 06′ 05″ est | « PA00100139 » | Inscrit MH Façades et toitures ainsi que l'intérieur de l'abside                                                                                     | 1980        | Église Saint-Jean-Baptiste de Rimondeix                                 |
| Église Saint-Martin de Parsac                                                | Parsac-Rimondeix              |         | 46° 12′ 14″ nord, 2° 09′ 02″ est | « PA00100221 » | Inscrit MH Église, y compris son décor peint | 1989        | Église Saint-Martin de Parsac                                           |
| Église Sainte-Marie-Madeleine de Peyrabout                                   | Peyrabout                     |         | 46° 06′ 28″ nord, 1° 54′ 41″ est |                | |             | Église Sainte-Marie-Madeleine de Peyrabout                              |
| Église Saint-Vincent de Peyrat-la-Nonière                                    | Peyrat-la-Nonière             |         | 46° 05′ 15″ nord, 2° 15′ 23″ est |                | |             | Église Saint-Vincent de Peyrat-la-Nonière                               |
| Église Saint-Martin-de-Tours de Pierrefitte                                  | Pierrefitte                   |         | 46° 08′ 47″ nord, 2° 13′ 56″ est |                | |             | Image manquante Téléverser                                              |
| Église Saint-Étienne de Pionnat                                              | Pionnat                       |         | 46° 10′ 13″ nord, 2° 01′ 31″ est |                | |             | Église Saint-Étienne de Pionnat                                         |
| Église Saint-Blaise de Pontarion                                             | Pontarion                     |         | 45° 59′ 49″ nord, 1° 50′ 59″ est | « PA00100133 » | Inscrit MH | 1957        | Église Saint-Blaise de Pontarion                                        |
| Église Sainte-Valérie de Pontcharraud                                        | Pontcharraud                  |         | 45° 51′ 52″ nord, 2° 16′ 19″ est | « PA00100134 » | Inscrit MH | 1987        | Église Sainte-Valérie de Pontcharraud                                   |
| Église Saint-Pierre-et-Saint-Paul de Poussanges                              | Poussanges                    |         | 45° 49′ 33″ nord, 2° 12′ 47″ est | « PA00100135 » | Inscrit MH | 1963        | Église Saint-Pierre-et-Saint-Paul de Poussanges                         |
| Église Saint-Thomas de Cantorbéry de Puy-Malsignat                           | Puy-Malsignat                 |         | 46° 02′ 17″ nord, 2° 13′ 10″ est | « PA00100137 » | Inscrit MH | 1973        | Église Saint-Thomas de Cantorbéry de Puy-Malsignat                      |
| Église Saint-Martin de Reterre                                               | Reterre                       |         | 46° 06′ 12″ nord, 2° 28′ 26″ est |                | |             | Image manquante Téléverser                                              |
| Église Saint-Pierre de Roches                                                | Roches                        |         | 46° 16′ 58″ nord, 1° 59′ 58″ est | « PA00100141 » | Inscrit MH | 1969        | Église Saint-Pierre de Roches                                           |
| Église Saint-Laurent de Rougnat                                              | Rougnat                       |         | 46° 03′ 14″ nord, 2° 30′ 04″ est | « PA00100142 » | Inscrit MH | 1935        | Église Saint-Laurent de Rougnat                                         |
| Église Saint-Germain de Royère-de-Vassivière                                 | Royère-de-Vassivière          |         | 45° 50′ 31″ nord, 1° 54′ 43″ est | « PA00100143 » | Inscrit MH | 1963        | Église Saint-Germain de Royère-de-Vassivière                            |
| Église Saint-Pierre-ès-Liens de Sagnat                                       | Sagnat                        |         | 46° 18′ 15″ nord, 1° 37′ 45″ est | « PA00100145 » | Classé MH | 1922        | Image manquante Téléverser                                              |
| Église Saint-Agnan de Saint-Agnant-de-Versillat                              | Saint-Agnant-de-Versillat     |         | 46° 16′ 47″ nord, 1° 30′ 40″ est | « PA00100146 » | Inscrit MH | 1933        | Église Saint-Agnan de Saint-Agnant-de-Versillat                         |
| Église Saint-Aignan de Saint-Agnant-près-Crocq                               | Saint-Agnant-près-Crocq       |         | 45° 48′ 13″ nord, 2° 21′ 02″ est |                | |             | Église Saint-Aignan de Saint-Agnant-près-Crocq                          |
| Église Saint-Alpinien de Saint-Alpinien                                      | Saint-Alpinien                |         | 45° 58′ 40″ nord, 2° 14′ 19″ est |                | |             | Église Saint-Alpinien de Saint-Alpinien                                 |
| Église Saint-Amand de Saint-Amand (Creuse)                                   | Saint-Amand                   |         | 45° 58′ 56″ nord, 2° 12′ 29″ est |                | |             | Église Saint-Amand de Saint-Amand (Creuse)                              |
| Église Saint-Amand de Saint-Amand-Jartoudeix                                 | Saint-Amand-Jartoudeix        |         | 45° 54′ 55″ nord, 1° 39′ 24″ est |                | |             | Image manquante Téléverser                                              |
| Église Saint-Avit de Saint-Avit-de-Tardes                                    | Saint-Avit-de-Tardes          |         | 45° 55′ 03″ nord, 2° 17′ 10″ est | « PA00100148 » | Inscrit MH | 1963        | Église Saint-Avit de Saint-Avit-de-Tardes                               |
| Église Saint-Antoine de Saint-Avit-le-Pauvre                                 | Saint-Avit-le-Pauvre          |         | 45° 59′ 45″ nord, 2° 02′ 28″ est |                | |             | Église Saint-Antoine de Saint-Avit-le-Pauvre                            |
| Église Saint-Blaise de Saint-Bard                                            | Saint-Bard                    |         | 45° 54′ 53″ nord, 2° 24′ 04″ est | « PA00100149 » | Inscrit MH Église, à l'exclusion des adjonctions modernes                                                                                            | 1973        | Église Saint-Blaise de Saint-Bard                                       |
| Église Saint-Caprais de Saint-Chabrais                                       | Saint-Chabrais                |         | 46° 07′ 55″ nord, 2° 12′ 19″ est |                | |             | Église Saint-Caprais de Saint-Chabrais                                  |
| Ancienne église Saint-Christophe de Saint-Christophe (Creuse)                | Saint-Christophe              |         | à géolocaliser                   |                | |             | Image manquante Téléverser                                              |
| Église Saint-Dizier de Saint-Dizier-Leyrenne                                 | Saint-Dizier-Masbaraud        |         | 46° 01′ 43″ nord, 1° 42′ 52″ est |                | |             | Église Saint-Dizier de Saint-Dizier-Leyrenne                            |
| Église Saint-Dizier-et-Saint-Blaise de Saint-Dizier                          | Saint-Dizier-la-Tour          |         | 46° 08′ 45″ nord, 2° 09′ 14″ est | « PA23000012 » | Inscrit MH | 2004        | Église Saint-Dizier-et-Saint-Blaise de Saint-Dizier                     |
| Église Saint-Michel de la Tour                                               | Saint-Dizier-la-Tour          |         | 46° 08′ 45″ nord, 2° 09′ 14″ est |                | |             | Église Saint-Michel de la Tour                                          |
| Église Saint-Dizier de Saint-Dizier-les-Domaines                             | Saint-Dizier-les-Domaines     |         | 46° 19′ 07″ nord, 2° 02′ 08″ est | « PA00100151 » | Inscrit MH | 1963        | Église Saint-Dizier de Saint-Dizier-les-Domaines                        |
| Église Saint-Domet de Saint-Domet                                            | Saint-Domet                   |         | 46° 02′ 38″ nord, 2° 18′ 03″ est |                | |             | Église Saint-Domet de Saint-Domet                                       |
| Église Saint-Éloi de Saint-Éloi (Creuse)                                     | Saint-Éloi                    |         | 46° 04′ 22″ nord, 1° 49′ 55″ est |                | |             | Image manquante Téléverser                                              |
| Église Saint-Fidèle de Saint-Fiel                                            | Saint-Fiel                    |         | 46° 12′ 47″ nord, 1° 53′ 45″ est | « PA00100159 » | Inscrit MH | 1983        | Église Saint-Fidèle de Saint-Fiel                                       |
| Église Saint-Frédulphe de Saint-Frion                                        | Saint-Frion                   |         | 45° 51′ 51″ nord, 2° 13′ 44″ est | « PA00100160 » | Inscrit MH Église, à l'exception des parties classées ; Classé MH Parties intérieures de l'église                                                    | 1926 ; 1997 | Image manquante Téléverser                                              |
| Église Saint-Georges de Saint-Georges-Nigremont                              | Saint-Georges-Nigremont       |         | 45° 50′ 14″ nord, 2° 15′ 49″ est | « IA00031050 » | |             | Église Saint-Georges de Saint-Georges-Nigremont                         |
| Église Saint-Georges de Saint-Georges-la-Pouge                               | Saint-Georges-la-Pouge        |         | 45° 59′ 32″ nord, 1° 58′ 15″ est | « PA00100162 » | Inscrit MH Église ainsi que le Lion archaïque placé sur la terrasse voisine                                                                          | 1963        | Église Saint-Georges de Saint-Georges-la-Pouge                          |
| Église Saint-Germain de Saint-Germain-Beaupré                                | Saint-Germain-Beaupré         |         | 46° 18′ 31″ nord, 1° 32′ 44″ est | « PA00100164 » | Inscrit MH La chapelle, dite de Saint-Germain | 1937        | Église Saint-Germain de Saint-Germain-Beaupré                           |
| Église Saint-Goussaud de Saint-Goussaud                                      | Saint-Goussaud                |         | 46° 02′ 25″ nord, 1° 34′ 42″ est | « PA00100165 » | Inscrit MH | 1973        | Église Saint-Goussaud de Saint-Goussaud                                 |
| Église Saint-Hilaire de Saint-Hilaire-la-Plaine                              | Saint-Hilaire-la-Plaine       |         | 46° 07′ 33″ nord, 1° 58′ 37″ est | « PA00100168 » | Classé MH | 1930        | Église Saint-Hilaire de Saint-Hilaire-la-Plaine                         |
| Église Saint-Hilaire-et-Saint-Gervais de Saint-Hilaire-le-Château            | Saint-Hilaire-le-Château      |         | 45° 58′ 59″ nord, 1° 53′ 42″ est |                | |             | Église Saint-Hilaire-et-Saint-Gervais de Saint-Hilaire-le-Château       |
| Église Saint-Julien de Saint-Julien-la-Genête                                | Saint-Julien-la-Genête        |         | 46° 09′ 12″ nord, 2° 28′ 25″ est |                | |             | Église Saint-Julien de Saint-Julien-la-Genête                           |
| Église Saint-Julien de Saint-Julien-le-Châtel                                | Saint-Julien-le-Châtel        |         | 46° 07′ 04″ nord, 2° 16′ 07″ est |                | |             | Église Saint-Julien de Saint-Julien-le-Châtel                           |
| Église Saint-Genest de Saint-Junien-la-Bregère                               | Saint-Junien-la-Bregère       |         | 45° 52′ 56″ nord, 1° 45′ 16″ est | « PA00100169 » | Inscrit MH | 1980        | Image manquante Téléverser                                              |
| Église Saint-Laurent de Saint-Laurent (Creuse)                               | Saint-Laurent                 |         | 46° 10′ 00″ nord, 1° 57′ 42″ est |                | |             | Église Saint-Laurent de Saint-Laurent (Creuse)                          |
| Église Saint-Léger de Saint-Léger-Bridereix                                  | Saint-Léger-Bridereix         |         | 46° 17′ 13″ nord, 1° 35′ 20″ est | « IA23000188 » | |             | Image manquante Téléverser                                              |
| Église Saint-Léger de Saint-Léger-le-Guérétois                               | Saint-Léger-le-Guérétois      |         | 46° 09′ 06″ nord, 1° 48′ 48″ est |                | |             | Image manquante Téléverser                                              |
| Église Saint-Loup de Saint-Loup (Creuse)                                     | Saint-Loup                    |         | 46° 08′ 12″ nord, 2° 16′ 14″ est |                | |             | Église Saint-Loup de Saint-Loup (Creuse)                                |
| Église Saint-Maixant de Saint-Maixant (Creuse)                               | Saint-Maixant                 |         | 45° 59′ 34″ nord, 2° 12′ 27″ est |                | |             | Image manquante Téléverser                                              |
| Église Saint Amand de Saint-Maixant                                          | Saint-Maixant                 |         | à géolocaliser                   |                | |             | Image manquante Téléverser                                              |
| Église Saint-Marc de Saint-Marc-à-Frongier                                   | Saint-Marc-à-Frongier         |         | 45° 55′ 53″ nord, 2° 07′ 18″ est |                | |             | Église Saint-Marc de Saint-Marc-à-Frongier                              |
| Église Saint-Marc de Saint-Marc-à-Loubaud                                    | Saint-Marc-à-Loubaud          |         | 45° 50′ 56″ nord, 1° 59′ 49″ est | « IA00030881 » | |             | Église Saint-Marc de Saint-Marc-à-Loubaud                               |
| Église Saint-Marien de Saint-Marien                                          | Saint-Marien                  |         | 46° 25′ 09″ nord, 2° 13′ 31″ est |                | |             | Église Saint-Marien de Saint-Marien                                     |
| Église Saint-Martial de Saint-Martial-le-Mont                                | Saint-Martial-le-Mont         |         | 46° 03′ 02″ nord, 2° 05′ 38″ est | « PA00100173 » | Inscrit MH | 1969        | Église Saint-Martial de Saint-Martial-le-Mont                           |
| Église Sainte-Marie-Madeleine de Chantaud                                    | Saint-Martial-le-Mont         |         | 46° 04′ 01″ nord, 2° 04′ 46″ est |                | |             | Image manquante Téléverser                                              |
| Église Saint-Martial de Saint-Martial-le-Vieux                               | Saint-Martial-le-Vieux        |         | 45° 40′ 16″ nord, 2° 16′ 47″ est | « PA00100175 » | Inscrit MH | 1971        | Image manquante Téléverser                                              |
| Église Saint-Martin de Saint-Martin-Château                                  | Saint-Martin-Château          |         | 45° 51′ 27″ nord, 1° 47′ 59″ est | « IA00030553 » | |             | Image manquante Téléverser                                              |
| Église Sainte-Catherine de Saint-Martin-Sainte-Catherine                     | Saint-Martin-Sainte-Catherine |         | 45° 57′ 41″ nord, 1° 34′ 33″ est | « PA00100176 » | Classé MH | 2004        | Image manquante Téléverser                                              |
| Église Saint-Maurice de Saint-Maurice-la-Souterraine                         | Saint-Maurice-la-Souterraine  |         | 46° 12′ 52″ nord, 1° 25′ 53″ est | « PA00100177 » | Inscrit MH | 1969        | Église Saint-Maurice de Saint-Maurice-la-Souterraine                    |
| Église Saint-Maurice de Saint-Maurice-près-Crocq                             | Saint-Maurice-près-Crocq      |         | 45° 52′ 23″ nord, 2° 19′ 39″ est | « IA00031065 » | |             | Église Saint-Maurice de Saint-Maurice-près-Crocq                        |
| Église Saint-Médard de Saint-Médard-la-Rochette                              | Saint-Médard-la-Rochette      |         | 46° 02′ 41″ nord, 2° 08′ 37″ est | « PA00100178 » | Inscrit MH | 1969        | Église Saint-Médard de Saint-Médard-la-Rochette                         |
| Église Saint-Pardoux de la Rochette                                          | Saint-Médard-la-Rochette      |         | 46° 00′ 57″ nord, 2° 07′ 31″ est |                | |             | Église Saint-Pardoux de la Rochette                                     |
| Église Saint-Médard de Saint-Merd-la-Breuille                                | Saint-Merd-la-Breuille        |         | 45° 44′ 34″ nord, 2° 25′ 53″ est | « IA00030708 » | |             | Église Saint-Médard de Saint-Merd-la-Breuille                           |
| Église Saint-Michel-Archange-et-Saint-Blaise de Saint-Michel-de-Veisse       | Saint-Michel-de-Veisse        |         | 45° 57′ 06″ nord, 2° 03′ 12″ est |                | |             | Image manquante Téléverser                                              |
| Église Saint-Maurille de Saint-Moreil                                        | Saint-Moreil                  |         | 45° 51′ 12″ nord, 1° 41′ 23″ est | « PA00100181 » | Inscrit MH | 1980        | Image manquante Téléverser                                              |
| Église Saint-Barthélémy de Saint-Oradoux-de-Chirouze                         | Saint-Oradoux-de-Chirouze     |         | 45° 43′ 51″ nord, 2° 19′ 33″ est | « IA00030722 » | |             | Église Saint-Barthélémy de Saint-Oradoux-de-Chirouze                    |
| Église Saint-Oradour de Saint-Oradoux-près-Crocq                             | Saint-Oradoux-près-Crocq      |         | 45° 52′ 43″ nord, 2° 23′ 17″ est |                | |             | Image manquante Téléverser                                              |
| Église Saint-Pardoux de Saint-Pardoux-Morterolles                            | Saint-Pardoux-Morterolles     |         | 45° 53′ 49″ nord, 1° 49′ 14″ est | « PA00100184 » | Inscrit MH | 1926        | Église Saint-Pardoux de Saint-Pardoux-Morterolles                       |
| Église Sainte-Anne-Saint-Sébastien de Morterolles                            | Saint-Pardoux-Morterolles     |         | 45° 55′ 10″ nord, 1° 49′ 26″ est |                | |             | Image manquante Téléverser                                              |
| Église Saint-Pardoux de Saint-Pardoux-d'Arnet                                | Saint-Pardoux-d'Arnet         |         | 45° 52′ 42″ nord, 2° 19′ 57″ est | « IA00031086 » | |             | Église Saint-Pardoux de Saint-Pardoux-d'Arnet                           |
| Église Saint-Pardoux de Saint-Pardoux-le-Neuf                                | Saint-Pardoux-le-Neuf         |         | 45° 55′ 45″ nord, 2° 13′ 55″ est |                | |             | Église Saint-Pardoux de Saint-Pardoux-le-Neuf                           |
| Église Saint-Pardoux de Saint-Pardoux-les-Cards                              | Saint-Pardoux-les-Cards       |         | 46° 04′ 55″ nord, 2° 07′ 10″ est |                | |             | Église Saint-Pardoux de Saint-Pardoux-les-Cards                         |
| Église Saint-Étienne du Compeix                                              | Saint-Pierre-Bellevue         |         | 45° 53′ 49″ nord, 1° 52′ 08″ est | « PA00100185 » | Inscrit MH | 1988        | Église Saint-Étienne du Compeix                                         |
| Église Saint-Pierre de Saint-Pierre-Bellevue                                 | Saint-Pierre-Bellevue         |         | 45° 54′ 56″ nord, 1° 53′ 19″ est | « IA00030609 » | |             | Image manquante Téléverser                                              |
| Église de l'Invention-des-Reliques-de-Saint-Étienne de Saint-Pierre-Bellevue | Saint-Pierre-Bellevue         |         | à géolocaliser                   | « IA00030615 » | |             | Image manquante Téléverser                                              |
| Église priorale Saint-Pierre-ès-Liens de Saint-Pierre-Chérignat              | Saint-Pierre-Chérignat        |         | 45° 58′ 26″ nord, 1° 36′ 24″ est |                | |             | Image manquante Téléverser                                              |
| Église Saint-Pierre de Saint-Pierre-de-Fursac                                | Saint-Pierre-de-Fursac        |         | 46° 08′ 52″ nord, 1° 30′ 43″ est | « PA00100187 » | Classé MH | 1939        | Église Saint-Pierre de Saint-Pierre-de-Fursac                           |
| Église Saint-Pierre de Saint-Pierre-le-Bost                                  | Saint-Pierre-le-Bost          |         | 46° 24′ 07″ nord, 2° 15′ 59″ est |                | |             | Image manquante Téléverser                                              |
| Église du Tromp                                                              | Saint-Priest                  |         | 46° 05′ 19″ nord, 2° 20′ 35″ est | « PA00100188 » | Classé MH Portail et une retombée de voûtes provenant de cet édifice                                                                                 | 1927        | Église du Tromp                                                         |
| Église de Saint-Priest (Creuse)                                              | Saint-Priest                  |         | 46° 05′ 19″ nord, 2° 20′ 36″ est |                | |             | Église de Saint-Priest (Creuse)                                         |
| Église Saint-Laurent de Saint-Priest-la-Feuille                              | Saint-Priest-la-Feuille       |         | 46° 12′ 04″ nord, 1° 32′ 05″ est | « IA23000190 » | |             | Église Saint-Laurent de Saint-Priest-la-Feuille                         |
| Église Saint-Priest de Saint-Priest-la-Plaine                                | Saint-Priest-la-Plaine        |         | 46° 11′ 28″ nord, 1° 37′ 33″ est | « PA00100191 » | Classé MH Le mur Nord du chœur supportant des peintures murales du 15 siècle ; Inscrit MH Église (à l'exclusion de la partie classée)                | 1958 ; 1979 | Église Saint-Priest de Saint-Priest-la-Plaine                           |
| Église Saint-Quentin de Saint-Quentin-la-Chabanne                            | Saint-Quentin-la-Chabanne     |         | 45° 51′ 53″ nord, 2° 09′ 16″ est | « PA00100192 » | Classé MH | 1914        | Église Saint-Quentin de Saint-Quentin-la-Chabanne                       |
| Église Saint-Sébastien de Saint-Sébastien (Creuse)                           | Saint-Sébastien               |         | 46° 23′ 30″ nord, 1° 31′ 44″ est |                | |             | Image manquante Téléverser                                              |
| Église Saint-Sylvain de Saint-Silvain-Bas-le-Roc                             | Saint-Silvain-Bas-le-Roc      |         | 46° 19′ 51″ nord, 2° 13′ 42″ est |                | |             | Église Saint-Sylvain de Saint-Silvain-Bas-le-Roc                        |
| Église Saint-Silvain de Saint-Silvain-Bellegarde                             | Saint-Silvain-Bellegarde      |         | 45° 58′ 23″ nord, 2° 18′ 11″ est | « PA00100194 » | Inscrit MH | 1925        | Image manquante Téléverser                                              |
| Église Saint-Silvain de Saint-Silvain-Montaigut                              | Saint-Silvain-Montaigut       |         | 46° 08′ 32″ nord, 1° 45′ 05″ est | « PA00100195 » | Inscrit MH Le chœur ; la travée précédant le chœur ; la chapelle Nord et la porte à accolade Nord                                                    | 1927        | Église Saint-Silvain de Saint-Silvain-Montaigut                         |
| Église Saint-Sylvain de Saint-Silvain-sous-Toulx                             | Saint-Silvain-sous-Toulx      |         | 46° 15′ 40″ nord, 2° 10′ 50″ est |                | |             | Église Saint-Sylvain de Saint-Silvain-sous-Toulx                        |
| Église Saint-Sulpice de Saint-Sulpice-le-Dunois                              | Saint-Sulpice-le-Dunois       |         | 46° 17′ 55″ nord, 1° 43′ 57″ est | « PA00132620 » | Inscrit MH | 1994        | Église Saint-Sulpice de Saint-Sulpice-le-Dunois                         |
| Église Saint-Sulpice de Saint-Sulpice-le-Guérétois                           | Saint-Sulpice-le-Guérétois    |         | 46° 12′ 04″ nord, 1° 49′ 44″ est | « PA00100196 » | Inscrit MH Le portail | 1925        | Église Saint-Sulpice de Saint-Sulpice-le-Guérétois                      |
| Église Saint-Sulpice de Saint-Sulpice-les-Champs                             | Saint-Sulpice-les-Champs      |         | 45° 59′ 41″ nord, 2° 01′ 18″ est |                | |             | Église Saint-Sulpice de Saint-Sulpice-les-Champs                        |
| Église Saint-Julien de Saint-Vaury                                           | Saint-Vaury                   |         | 46° 12′ 16″ nord, 1° 45′ 18″ est | « PA23000013 » | Inscrit MH | 2004        | Église Saint-Julien de Saint-Vaury                                      |
| Église Saint-Victor de Saint-Victor-en-Marche                                | Saint-Victor-en-Marche        |         | 46° 07′ 08″ nord, 1° 48′ 53″ est | « PA00100197 » | Inscrit MH | 1936        | Image manquante Téléverser                                              |
| Église Saint-Yrieix de Saint-Yrieix-la-Montagne                              | Saint-Yrieix-la-Montagne      |         | 45° 53′ 00″ nord, 2° 01′ 18″ est |                | |             | Église Saint-Yrieix de Saint-Yrieix-la-Montagne                         |
| Église Saint-Yrieix de Saint-Yrieix-les-Bois                                 | Saint-Yrieix-les-Bois         |         | 46° 06′ 01″ nord, 1° 56′ 17″ est |                | |             | Image manquante Téléverser                                              |
| Église Saint-Symphorien de Sainte-Feyre                                      | Sainte-Feyre                  |         | 46° 08′ 20″ nord, 1° 54′ 53″ est | « PA00100155 » | Inscrit MH | 1963        | Église Saint-Symphorien de Sainte-Feyre                                 |
| Église Saint-Symphorien de Sainte-Feyre-la-Montagne                          | Sainte-Feyre-la-Montagne      |         | 45° 53′ 57″ nord, 2° 14′ 37″ est |                | |             | Image manquante Téléverser                                              |
| Église Saint-Martin de Sannat                                                | Sannat                        |         | 46° 07′ 11″ nord, 2° 24′ 28″ est |                | |             | Église Saint-Martin de Sannat                                           |
| Église Saint-Martin de Sardent                                               | Sardent                       |         | 46° 03′ 06″ nord, 1° 51′ 22″ est | « PA00100198 » | Inscrit MH Le portail méridional ; Inscrit MH L’église Saint-Martin, en totalité                                                                     | 1926 ; 2018 | Église Saint-Martin de Sardent                                          |
| Église Saint-Jean-Baptiste de Savennes                                       | Savennes                      |         | 46° 06′ 20″ nord, 1° 53′ 23″ est |                | |             | Église Saint-Jean-Baptiste de Savennes                                  |
| Église Saint-Hilaire de Sermur                                               | Sermur                        |         | 45° 58′ 35″ nord, 2° 25′ 47″ est |                | |             | Église Saint-Hilaire de Sermur                                          |
| Église de l'Assomption-de-la-Très-Sainte-Vierge de Soubrebost                | Soubrebost                    |         | 45° 57′ 28″ nord, 1° 50′ 36″ est | « PA00100203 » | Classé MH | 1942        | Église de l'Assomption-de-la-Très-Sainte-Vierge de Soubrebost           |
| Église Saint-André de Bellefaye                                              | Soumans                       |         | 46° 17′ 57″ nord, 2° 22′ 25″ est | « PA00100204 » | Inscrit MH | 1963        | Image manquante Téléverser                                              |
| Église Saint-Martin de Soumans                                               | Soumans                       |         | 46° 18′ 04″ nord, 2° 18′ 29″ est |                | |             | Image manquante Téléverser                                              |
| Ancienne église Saint-Léonard de Mareilles-au-Prieur                         | Sous-Parsat                   |         | 46° 03′ 49″ nord, 1° 57′ 39″ est | « PA00100205 » | Inscrit MH | 1926        | Ancienne église Saint-Léonard de Mareilles-au-Prieur                    |
| Église Saint-Thomas-de-Cantorbéry de Sous-Parsat                             | Sous-Parsat                   |         | 46° 03′ 15″ nord, 1° 58′ 52″ est |                | |             | Image manquante Téléverser                                              |
| Église de l'Assomption-de-la-Vierge de Mazeirat                              | Tardes                        |         | 46° 09′ 10″ nord, 2° 21′ 49″ est | « PA00100212 » | Inscrit MH | 1935        | Église de l'Assomption-de-la-Vierge de Mazeirat                         |
| Église Saint-Pierre de Tardes                                                | Tardes                        |         | 46° 08′ 21″ nord, 2° 20′ 46″ est |                | |             | Église Saint-Pierre de Tardes                                           |
| Église Saint-Sulpice de Tercillat                                            | Tercillat                     |         | 46° 24′ 26″ nord, 2° 03′ 11″ est |                | |             | Image manquante Téléverser                                              |
| Église Saint-Barthélemy de Bonneville                                        | Thauron                       |         | 46° 01′ 18″ nord, 1° 47′ 48″ est |                | |             | Image manquante Téléverser                                              |
| Église Saint-Christophe de Thauron                                           | Thauron                       |         | 45° 59′ 57″ nord, 1° 49′ 04″ est |                | |             | Image manquante Téléverser                                              |
| Église Saint-Martial de Toulx-Sainte-Croix                                   | Toulx-Sainte-Croix            |         | 46° 17′ 05″ nord, 2° 12′ 44″ est | « PA00100213 » | Classé MH | 1986        | Église Saint-Martial de Toulx-Sainte-Croix                              |
| Église Saint-Sulpice de Trois-Fonds                                          | Trois-Fonds                   |         | 46° 14′ 28″ nord, 2° 14′ 29″ est |                | |             | Image manquante Téléverser                                              |
| Église Saint-Martin de Vallière                                              | Vallière                      |         | 45° 54′ 24″ nord, 2° 02′ 07″ est | « PA00100215 » | Inscrit MH | 1942        | Église Saint-Martin de Vallière                                         |
| Église Saint-Pardoux de Vareilles                                            | Vareilles                     |         | 46° 17′ 58″ nord, 1° 28′ 37″ est | « PA00100216 » | Inscrit MH | 1963        | Église Saint-Pardoux de Vareilles                                       |
| Église de Verneiges                                                          | Verneiges                     |         | 46° 16′ 07″ nord, 2° 20′ 20″ est |                | |             | Image manquante Téléverser                                              |
| Église Saint-Pierre-ès-Liens de Vidaillat                                    | Vidaillat                     |         | 45° 57′ 29″ nord, 1° 54′ 24″ est | « PA00100218 » | Inscrit MH | 1942        | Image manquante Téléverser                                              |
| Église Saint-Sulpice-et-Saint-Blaise de Viersat                              | Viersat                       |         | 46° 16′ 14″ nord, 2° 25′ 53″ est |                | |             | Église Saint-Sulpice-et-Saint-Blaise de Viersat                         |
| Église de l’Assomption-de-la-Très-Sainte-Vierge de Vigeville                 | Vigeville                     |         | 46° 09′ 36″ nord, 2° 04′ 27″ est |                | |             | Église de l’Assomption-de-la-Très-Sainte-Vierge de Vigeville            |
| Église de la Conversion-de-Saint-Paul de Villard                             | Villard                       |         | 46° 19′ 57″ nord, 1° 42′ 05″ est | « PA00100219 » | Inscrit MH | 2008        | Église de la Conversion-de-Saint-Paul de Villard                        |

#### Église orthodoxe
| Église                               | Commune         | Adresse                                           | Coordonnées    | Notice | Protection | Date | Illustration               |
| ------------------------------------ | --------------- | ------------------------------------------------- | -------------- | ------ | ---------- | ---- | -------------------------- |
| Chapelle orthodoxe d'Évaux-les-Bains | Évaux-les-Bains | dans une petite rue proche de l’église catholique | à géolocaliser |        |            |      | Image manquante Téléverser |